# Командування сил армії США
Командування сил армії США (англ. United States Army Forces Command, FORSCOM) — одне з командувань сухопутних військ США.

## Призначення та завдання
Командування сил армії США є найбільшим та найважливішим з усіх командувань сухопутних військ Сполучених Штатів і організаційно становить основний наземний компонент Міжвидового Командування Збройних сил США. Головними завданнями Командування є навчання, тренування, підтримка оперативних спроможностей основного угруповання сил, що входить до його складу, а також мобілізація та розгортання експедиційних сил армії США в інтересах Об'єднаних Командувань збройних сил у разі необхідності. Загальна чисельність військ, що підкоряються Командуванню, становить більше за 750 000 військовиків Регулярної армії, Резерву та Національної гвардії армії США.
Командування створене 1 липня 1973 року на основі Командування Континентальної армії (CONARC)
Основною місією Командування сил є підготовка підготовленого, навченого, оснащеного та надійного резерву сухопутних військ для виконання завдань як на території власно Сполучених Штатів, так й за кордоном.

###### Командування сил армії США (FORSCOM) (Форт Брегг,Північна Кароліна)
- - I корпус
    - 2-га бригадна бойова група 2-ї піхотної дивізії (Бригада «Страйкер»), Форт Льюїс
    - 3-тя бригадна бойова група 2-ї піхотної дивізії (Бригада «Страйкер»), Форт Льюїс
    - 4-та бригадна бойова група 2-ї піхотної дивізії (Бригада «Страйкер»), Форт Льюїс
    - 17-та артилерійська бригада, Форт Льюїс
    - 42-га бригада військової поліції, Форт Льюїс
    - 62-га медична бригада, Форт Льюїс
    - 201-ша бригада бойового спостереження, Форт Льюїс
    - 555-та інженерна бригада, Форт Льюїс
    - 10-те командування підтримки, Форт Льюїс
      - 593-тя бригада підтримки, Форт Льюїс

  - III бронетанковий корпус, Форт Худ, Техас
    - 1-ша бронетанкова дивізія, Форт Блісс
    - 1-ша кавалерійська дивізія, Форт Худ
    - 1-ша піхотна дивізія, Форт Райлі
    - 4-та піхотна дивізія, Форт Карсон
    - 3-й кавалерійський полк, Форт Худ
    - Артилерія III-го корпусу, Форт Сілл
      - 17-та артилерійська бригада, Форт Худ
      - 75-та артилерійська бригада, Форт Сілл
      - 212-та артилерійська бригада, Форт Блісс
      - 214-та артилерійська бригада, Форт Сілл

    - 36-та інженерна бригада, Форт Худ
    - 504-та бригада бойового спостереження, Форт Худ
    - 89-та бригада військової поліції, Форт Худ
    - 13-те Експедиційне командування підтримки, Форт Худ

  - XVIII-й повітряно-десантний корпус, Форт Брег, Північна Кароліна
    - 3-тя піхотна дивізія, Форт Стюарт
    - 10-та гірсько-піхотна дивізія, Форт Драм
    - 101-ша повітряно-десантна дивізія, Форт Брег
    - 82-га повітряно-десантна дивізія, Форт Кемпбелл
    - 18-та артилерійська бригада, Форт Брег
    - 20-та інженерна бригада, Форт Брег
    - 525-та бригада бойового спостереження, Форт Брег
    - 16-та бригада військової поліції, Форт Брег
    - 44-та медична бригада, Форт Брег

  - 32-ге командування ППО та ПРО армії (Форт Блісс, Техас)
    - 11-та бригада ППО, Форт Блісс
    - 31-ша бригада ППО, Форт Сілл
    - 35-та бригада ППО, Осан, Південна Корея
    - 69-та зенітна ракетна бригада, Форт Кавазос
    - 108-ма бригада ППО, Форт Брег
    - 1-й загін (FL ARNG) (Орландо)

  - Командування мережевих технологій армії США (Форт Гуакуча, Аризона)
    - 11-та бригада зв'язку, Форт Гуакуча
    - 22-га бригада зв'язку, Форт Детрік
    - 5-те командування зв'язку, (Мангайм, Німеччина)
    - 311-те командування зв'язку, Форт Шафтер
      - 1-ша бригада зв'язку (Сеул, Південна Корея)

    - 335-те командування управління та зв'язку (USAR) (Іст-Пойнт, Джорджія)
      - 160-та бригада зв'язку, (Кемп Аріф'ян, Кувейт)

    - 93-тя бригада зв'язку, Форт Гордон
    - 516-та бригада зв'язку, Форт Шафтер

  - 52-га група розмінувань Форт Кемпбелл
  - 111-та група розмінувань (AL ARNG) Форт Гіллем
  - Національний тренувальний центр армії США у форті Ірвін (NTC) (Форт Ірвін, Каліфорнія)
    - 11-й бронекавалерійський полк (OPFOR, учбові сили «умовного супротивника») (Форт Ірвін)

  - Об'єднаний навчальний центр бойової підготовки армії США (JRTC) (Форт Полк, Луїзіана)
    - Бригада воїнів (підтримки) (Форт Полк)

  - 1-ша армія (Рок-Айлендський арсенал, Іллінойс)
    - Дивізія «Схід» (Форт Джордж Мід, Меріленд)[1]
      - 157-ма піхотна бригада «Спартан» (Форт Джексон, Південна Кароліна)
      - 158-ма піхотна бригада «Воріор» (Кемп Шелбі, Міссісіпі)
      - 174-та піхотна бригада «Патріот» (Форт Драм, Нью-Йорк)
      - 188-ма піхотна бригада «Бетл Реді» (Форт Стюарт, Джорджія)
      - 205-та піхотна бригада «Байонет» (Кемп Аттербері, Індіана)
      - 177-ма танкова бригада «Мадкетс» (Кемп Шелбі, Міссісіпі)
      - 4-та кавалерійська бригада «Сейбр» (Форт Нокс, Кентуккі)
      - 72-га артилерійська бригада «Воріор Ігл» (Форт Джордж Мід, Меріленд)

    - Дивізія «Захід» (Форт Худ, Техас)[2]
      - 120-та піхотна бригада (Форт Худ, Техас)
      - 166-та бригада армійської авіації (Форт Худ, Техас)
      - 181-ша піхотна бригада «Ігл» (Форт Маккой, Вісконсин)
      - 191-ша піхотна бригада (Форт Льюїс, Вашингтон)
      - 402-га артилерійська бригада (Форт Блісс, Техас)
      - 479-та артилерійська бригада (Форт Худ, Техас)
      - 5-та танкова бригада (Форт Блісс, Техас)
      - 189-та піхотна бригада «Байонет» (Форт Худ, Техас)

    - 28-ма піхотна дивізія (механізована) (PA ARNG), (Гаррісберг, Пенсільванія)
    - 29-та піхотна дивізія (VA ARNG), (Форт Белвуар, Вірджинія)
    - 34-та піхотна дивізія (середня) (MN ARNG), (Росмаунт, Міннесота)
    - 35-та піхотна дивізія (механізована) (KS ARNG), (Форт Лівенворт, Канзас)
    - 38-ма піхотна дивізія (механізована) (IN ARNG), (Індіанаполіс, Індіана)
    - 42-га піхотна дивізія (механізована) (NY ARNG), (Трой, Нью-Йорк)
    - 155-та бригадна бойова група підвищеної готовності (MS ARNG) (Тупело, Міссісіпі)
    - 27-ма легка піхотна бригада підвищеної готовності (NY ARNG) (Сірак'юс, Нью-Йорк)
    - 32-га легка піхотна бригада (WI ARNG) (Медісон, Вісконсин)
    - 76-та легка піхотна бригада підвищеної готовності (IN ARNG) (Індіанаполіс, Індіана)
    - 256-та механізована бригада підвищеної готовності (LA ARNG) (Лафайєтт, Луїзіана)
    - 631-ша артилерійська бригада (MS ARNG) (Гренада, Міссісіпі)
    - 168-ма інженерна бригада (MS ARNG) (Віксбург, Міссісіпі)
    - 43-тя бригада військової поліції (MS ARNG) (Ворік, Род-Айленд)
    - 244-та транспортна бригада армійської авіації (Форт Шерідан, Іллінойс)
    - 31-ша хімічна бригада (AL ARNG) (Нортпорт, Алабама)
    - 228-ма бригада зв'язку (SC ARNG) (Спартанбург, Південна Кароліна)
    - 261-ша бригада зв'язку (SC ARNG) (Довер, Делавер)
    - 184-та композитна транспортна група (MS ARNG) (Лаурел, Міссісіпі)
    - 78-ма тренувальна дивізія (Форт Дікс, Нью-Джерсі)
    - 85-та тренувальна дивізія (Арлінгтон-Хайтс, Іллінойс)
    - 87-ма навчальна дивізія (Бірмінгем, Алабама)
    - 36-та механізована дивізія (TX ARNG) (Остін, Техас)
    - 57-ма артилерійська бригада (WI ARNG) (Мілвокі, Вісконсин)
    - 115-та інженерна група конструкцій (UT ARNG) (Дрепер, Юта)
    - 300-та бригада військової розвідки (UT ARNG) (Дрепер, Юта)
    - 75-та тренувальна дивізія (Форт Х'юстон, Техас)
    - 91-ша тренувальна дивізія (Форт Бейкер, Каліфорнія)
    - 67-ма група підтримки (NE ARNG) (Лінкольн, Небраска)
    - Командування резерву армії США (USARC) (Форт Брегг, Північна Кароліна)
    - 63-тє регіональне командування готовності (Лос-Аламітос, Каліфорнія)
      - 104-та дивізійна школа тренувань (USAR) (Форт Ванкувер, Вашингтон)
      - 653-тя група підтримки (Морено Валлей, Каліфорнія)
      - 2-га медична бригада (Сан-Пабло, Каліфорнія)

    - 70-те регіональне командування готовності (Форт Лотон, Вашингтон)
      - 654-та група підтримки (Тумвотер, Вашингтон)

    - 77-ме регіональне командування готовності (Форт Тоттен)
      - 800-та бригада військової поліції, Юніондейл, Нью-Йорк
      - 455-та хімічна бригада (Форт Дікс, Нью-Джерсі)
      - 98-ма тренувальна дивізія (Рочестер, Нью-Йорк)
      - 301-ша група підтримки (Флашінг, Нью-Йорк)
      - 8-ма медична бригада (Форт Ведсворт, Нью-Йорк)

    - 77-ма тренувальна дивізія (Форт Тоттен, Нью-Йорк)
    - 81-ше регіональне командування готовності (Форт Джексон, Південна Кароліна)
      - 100-та тренувальна дивізія (Луїсвілл, Кентуккі)
      - 108-ма тренувальна дивізія (Шарлотт, Північна Кароліна)
      - 926-та інженерна група (Монтгомері, Алабама)
      - 415-та хімічна бригада (Грінвілл, Південна Кароліна)
      - 81-ша регіональна група підтримки (Форт Джексон, Південна Кароліна)
      - 171-ша група підтримки (Гарнер, Північна Кароліна)
      - 640-ва група підтримки (Нашвілл, Теннессі)
      - 641-ша група підтримки (Сент-Пітерсбург, Флорида)
      - 642-га група підтримки (Форт Гордон, Джорджія)
      - 1-ша штабна бригада (Нашвілл, Теннессі)
      - 332-га медична бригада (Нашвілл, Теннессі)
      - 5-та медична група (Бірмінгем, Алабама)

    - 88-ме регіональне командування готовності (Форт Маккой, Вісконсин)
      - 84-та тренувальна дивізія (Мілвокі, Вісконсин)
      - 300-те командування військової поліції (Інкстер, Мічиган)
      - 303-тя група резерву артилерії (Спрингфілд, Іллінойс)
      - 88-ма регіональна група готовності (Індіанаполіс, Індіана)
      - 643-тя група підтримки (Уайтхолл, Огайо)
      - 645-та група підтримки (Саутфілд, Мічиган)
      - 646-та група підтримки (Медісон, Вісконсин)
      - 330-та медична бригада (Форт Шерідан, Іллінойс)

    - 89-те регіональне командування готовності (Вічита, Канзас)
      - 95-та тренувальна дивізія (Оклахома-Сіті, Оклахома)
      - 166-та бригада армійської авіації (Форт Райлі, Канзас)
      - 561-ша група підтримки (Омаха, Небраска)
      - 917-та група підтримки (Белтон, Міссурі)
      - 326-та група підтримки (Канзас-Сіті, Канзас)
      - 648-ма група підтримки (Сент-Луїс, Міссурі)
      - 331-ша медична група (Вічита, Канзас)

    - 90-те регіональне командування готовності Літл-Рок, Арканзас)
      - 647-ма група підтримки (Ель-Пасо, Техас)
      - 90-та регіональна група підтримки (Сан-Антоніо, Техас)

    - 94-те регіональне командування готовності (Форт Девенс, Массачусетс)
      - 167-ма група підтримки (Манчестер, Нью-Гемпшир)
      - 804-та медична бригада (Форт Девенс, Массачусетс)

    - 96-те регіональне командування готовності (Форт Дуглас, Юта)
    - 99-те регіональне командування готовності (Мун Тауншір, Пенсільванія)
      - 220-та бригада військової поліції (Гейтерсберг, Меріленд)
      - 367-ма група військової поліції (Ешлі, Пенсільванія)
      - 80-та тренувальна дивізія (Ричмонд, Вірджинія)
      - 38-ма група резерву артилерії (Чарлстон, Західна Вірджинія)
      - 464-та хімічна бригада (Джонстаун, Пенсильванія)
      - 475-та квартирмейстерська група (Фарелл, Пенсильванія)
      - 656-та група підтримки (Віллов-Гроув, Пенсильванія)
      - 309-та медична група (Роквілл, Меріленд)
      - 99-та штабна бригада (Віллов-Гроув, Пенсільванія)